# 九龍站 (選區)
九龍站（英語：Kowloon Station，代號E02）曾是香港油尖旺區議會下轄的選區，由私人屋苑組成，2019年設立，2023年取消，末任區議員為民建聯成員孔昭華。

## 範圍及名稱
選區位於西九龍填海區南部，現時包括Union Square （漾日居、擎天半島、凱旋門、君臨天下、天璽和環球貿易廣場）及西九龍站，與其相連的選區有尖沙咀西以及佐敦西，由於包括新油麻地避風塘，故此本區亦包括小量水上人口，但避風塘只能由大角咀填海區以海輝道進入，所以本區與較遠的油麻地南、富榮、富柏以至奧運選區以多塊小土地連接，由於Union Square為機鐵九龍站的發展計劃，故此以九龍站為選區名稱，亦是區議會自1982年成立以來，首個以鐵路車站命名的選區，投票站設於漾日居內的仁愛堂陳鄭玉而幼稚園。

## 沿革
2018年選舉管理委員會因應原有尖沙咀西選區2019年的預計人口均會超出法例許可的上限，故此需要增加新選區以吸納超出的人口。當中以尖沙咀西選區內Union Square位置劃出本選區，使周邊選區人口調整到法例許可幅度之內。諮詢時有意見認為本區應包括西九龍站的交通交匯處，但由於該處沒有人口，結果維持原有計劃劃出本區。
2019年區議會選舉，時任尖沙咀西區議員孔昭華所居住的漾日居改編入本區，故孔氏改為角逐本區議席。基於全區由私人屋苑組成，管理處禁止屋苑內宣傳活動，結果孔以稍稍過半的1,928票選舉擊敗民主黨李穎妍及無黨派容熙智當選。
九龍站選區隨着2023年選舉改革被撤銷，與尖沙咀西、佐敦西、油麻地南、富榮、油麻地北、尖東及京士柏、佐敦北、佐敦南及尖沙咀中選區合併油尖旺南選區。

## 歷屆議員
| 屆別           | 議員   | 政治聯繫 |
| -------------- | ------ | -------- |
| 2020年－2023年 | 孔昭華 | 民建聯   |

## 歷屆選舉結果
| 政党   | 政党   | 候选人    | 票数  | %     | ±      |
| ------ | ------ | --------- | ----- | ----- | ------ |
|        | 無黨派 | 1. 容熙智 | 82    | 2.14  | 新選區 |
|        | 民主黨 | 2. 李穎妍 | 1,821 | 47.53 | 新選區 |
|        | 民建聯 | 3. 孔昭華 | 1,928 | 50.33 | 新選區 |
| 多数票 | 多数票 | 多数票    | 107   | 2.8   | 新選區 |